# 真田太平记
《真田太平记》是日本著名作家池波正太郎所创作的长篇历史小说，自昭和四十九年（1974年）见诸《周刊朝日》开始，持续九年，至昭和五十七年（1982年）方告完结，是池波“真田故事”的集大成者，兼具历史小说、时代小说、剑侠小说、忍者小说之长，恢宏磅礴，重现了日本战国时代的风云变幻。
池波正太郎死后的1998年，由群马县上田市内曾帮他收集资料的旧书店店主提议，政府批准成立了“池波正太郎真田太平记馆”以表彰作家和作品的杰出功绩，展览物品包括手稿和战役解说图等。
《真田太平记》初由朝日新闻社推出十六卷本，自1974年至1983年出齐；后由新潮社推出十二卷本，各有副题，依次是：〈天魔之夏〉、〈秘密〉、〈上田攻防战〉、〈甲贺问答〉、〈秀赖诞生〉、〈家康东下〉、〈关原〉、〈纪州九度山〉、〈二条城〉、〈大坂入城〉、〈大坂夏之阵〉、〈云之峰〉。1985年，日本放送协会曾隆重推出《真田太平记》的大河剧，由渡濑恒彦、草刈正雄联手主演，开“NHK新大型时代剧”之全新潮流，反响空前热烈。

## 故事梗概
日本战国时期，各地纷争不绝。信浓国真田氏的当主真田昌幸本是甲斐国武田家旗下的一员大将，哪知“甲斐之虎”武田信玄死后，其子胜赖穷兵黩武，悍然挑战德川家康和织田信长，却被信长和家康的联军击溃，黯然切腹自杀。真田家由此独立，登上历史舞台。然而，真田家地盘有限，不免成了越后国上杉家、关东北条家的猎物。昌幸虽屡屡将来敌击破，却唯有向“天下布武”的织田信长低头屈服。不久之后，信长突然被叛军杀死，天下再度混乱。昌幸抓住契机，灵活运用忍者，收复了被信长抢去的上野国沼田城。
这时，信长手下大将羽柴秀吉有意继承故主的事业，平定天下，遂和想要维持织田家统治的柴田胜家、织田信孝、织田信雄等人不断冲突。秀吉成功击破胜家、扫平信孝之后，又至小牧山一带和前来支援信雄的德川家康对阵。秀吉的杰出表现让真田昌幸大感钦佩，深深叹服。“小牧·长久手之役”后，德川家康决定和盟友北条氏直瓜分真田家的地盘，遂派大军攻向真田昌幸的本城——上田城。昌幸苦思良策，决定向昔日的敌人上杉景胜求援，景胜慨然允诺，大恩大德让昌幸没齿难忘。战后，昌幸将次子源二郎信繁送到上杉处当了人质。
随着秀吉和家康议和，各地大名（包括德川家康）大都归顺了秀吉，唯有关东北条家不肯低头。秀吉对北条家采取了怀柔政策，命真田家将辛苦经营的沼田城让给北条家，同时又命真田家服从德川家康的调度。无奈之下，真田昌幸只得带着长子信幸前往拜谒家康，哪知家康竟然对信幸赏识异常，将养女嫁了给他。拜访家康之后，昌幸又和信幸去大坂觐见秀吉，秀吉得知信幸当上了家康的女婿，登时吩咐昌幸将次子信繁送来大坂培养。
此后，秀吉以阴谋促使关东北条军攻向真田家的名胡桃城，获取了进攻北条家的口实，一举将对方消灭，完成了统一天下的大业。真田昌幸事先就被忍者阿江告知了这一阴谋的情况，却是隐忍不动，坐视城陷人亡，由此博得了秀吉的愧疚之情。秀吉本就宠爱昌幸的次子信繁，将近臣大谷吉继之女许了给他，这时更对真田家百般照顾，暗暗补偿。
如此数年之后，秀吉猝然病故，遗子秀赖尚幼，不足以统领天下。德川家康蠢蠢欲动，耍弄手腕，率大军向东而去，欲向上杉家兴师问罪。家康东进之际，早就看破其篡夺天下之意的秀吉家臣石田三成突然高举大旗，集结众将，要抓住这一机会将家康诛灭。真田昌幸父子三人随家康出征，半路上得知三成举兵一事，夤夜讨论去留问题。结果，昌幸和次子信繁想要报答太阁秀吉对真田家的深恩，毅然投向了三成的西军，而长子信幸则决定加盟家康一方的东军。
昌幸和信繁返回上田城，以区区一千士兵，成功拖住了由家康嗣子德川秀忠统帅的第二路东军——三万八千人！确信秀忠的大军肯定会错失家康和三成的决战之后，昌幸和信繁都放下心来，未料关原一战，部分西军按兵不动，部分西军则临阵叛变，使石田三成输得一败涂地。而前去奇袭德川家康的真田家忍者，自首领壶谷又五郎以下，更几乎全军覆没。战后，信幸恳求德川家康饶恕父亲昌幸和弟弟信繁的死罪，家康念着信幸的忠义，将两人流放到了纪州（纪伊国）高野山主峰附近的九度山。
庆长十九年（1614年），德川家康寻了一个借口，再度向丰臣家动兵，欲彻底将之灭亡。此时昌幸早就病逝，信繁继承亡父的遗志，以“幸村”之名前往大坂，誓要让真田之名撼动天下。幸村一到大坂，便看出该城唯一的弱点是城之南侧，立刻着手筑城。大坂冬之阵时，这个“真田丸”果然派上了用场，给德川方造成了很大的打击。
大坂冬之阵以双方和谈而结束。哪知才到夏天，家康便又卷土重来。先前，丰臣家曾同意拆除“真田丸”以换取和平，此际又不敢让秀赖出城迎战敌军，凡此种种，无不让幸村彻底失去对丰臣秀赖和淀殿这对孤儿寡母的信心。大坂夏之阵总决战的前一天，幸村命仅有的三千名士兵身披红甲，以“真田赤备军”之威势，击破了伊达政宗手下大将片仓重长所率领的一万两千铁炮骑兵，使伊达家的后军和附近的德川军尽皆胆寒，不敢从正面迎击。幸村遂命兵士齐齐大呼：“徒对关东军百万，宁无一个是男儿！”昂然返回了大坂城内。
次日，幸村再度率军出战，眼看着兵微将寡的友军部队陆续被灭，悍然决定强攻德川家康的本阵。德川方当时有十二万大军出阵，其中有一万五千人负责防守本阵，重重叠叠，哪知竟被幸村以三千名“真田赤备军”悉数突破，家康慌忙逃亡，懊恼得几欲自杀……是役，幸村部队虽然全军覆没，却留下了“真田日本第一兵”的美名。
昌幸病逝，幸村阵亡，大坂城被攻陷，德川家康成功夺取了天下大权。战国时期由此宣告结束，德川幕府将近三百年的统治亦随之拉开序幕。而真田家的血脉，则经由昌幸的长子信幸，一直延续下来……

## 登场人物

### 真田家

#### 真田一族
真田昌幸
真田家的当主，受封“安房守”一职。
真田信之
真田昌幸的长子，通称源三郎，本名信幸，受封“伊豆守”一职，是真田氏沼田分家的开创者，后依附德川家康，出任松代藩的第一任藩主，舍弃了祖祖辈辈都使用的“幸”字，易名信之，使真田氏的血脉得以存续。
真田幸村
真田昌幸的次子，通称源二郎，受封“左卫门佐”一职。
山手殿
昌幸正室，菊亭晴季之女。
久野
山手殿之妹，下总守樋口鉴久之妻，和昌幸私通，生下樋口角兵卫辉政。
阿徳
真田昌幸的侧室，於菊之母。
小松殿
本多忠胜之女，德川家康养女，真田信幸之妻，幼名稻姫。
於利世
大谷吉继之女，真田幸村的正室，出家后称“竹林院”。
樋口角兵卫
信幸、幸村的表弟，据说是真田昌幸和久野之子，身负怪力。
於菊
真田昌幸之长女，由侧室阿徳所生，本来要嫁给石田三成的妻弟宇田赖忠，却因关原合战的突如其来，被偶然拜访上田城的泷川三九郎（泷川一益之孙）带走。
真田信吉
真田信幸的长子。
真田信政
真田信幸的次子。
真田幸昌
真田幸村之子，幼名大助。
阿梅
真田幸村之女，后被泷川三九郎一积收养，嫁给伊达家重臣片仓重長。
栗子
真田幸村之女，后被泷川三九郎一积收养，嫁给蒲生家重臣蒲生乡喜。

#### 真田家的家臣
萨摩守矢泽赖纲
真田幸隆（真田昌幸之父）之同胞兄弟，昌幸的叔父。
但马守矢泽赖康
矢泽赖纲之子，通称三十郎。
铃木重则
铃木主水，名胡桃城的城主。
荣子
铃木主水之妻，铃木忠重（小太郎）之母。
铃木忠重
铃木重则之子，幼名小太郎，通称右近，昵称“白豪子”（白兔），后学习柳生剑法。
长门守池田纲重
向井佐平次
本来是武田家的长枪足轻，高远城陷落前被壶谷又五郎和阿江救出，来到真田家当了幸村的家臣。
阿顺
小松殿的侍女，本要被信幸纳妾，却被铃木忠重搭救，成了忠重名义上的妻子。

#### 草者（忍者）
壶谷又五郎
真田家忍者头领。
阿江
真田家重要的女忍者，马杉市藏之女。
奥村弥五兵卫
真田家草者之一，关原之战前曾率众狙击家康。
向井佐助
佐平次和茂枝之子，被茂枝的叔父横泽与七培养成了忍者。
姊山甚八
伏屋太平
权左
小助
横泽与七
茂枝的叔父。
宫冢才蔵
阿忆
宫冢才蔵之妹。
山田弥助
真田家草者之一，受命保证阿德的安全，却偷偷将情况报知山手殿，后被幸村斩杀。

### 甲贺山中忍者
大和守山中俊房
德川家忍者的总指挥。
内匠山中长俊
山中俊房的堂兄弟。早年投靠秀吉，后依附家康。关原之战中跟壶谷又五郎同归于尽。
猫田与助
山中忍者之一，和阿江有不同戴天之仇。
柏木吉兵卫
心山
住吉庆春（酒巻才蔵）
田子庄左衛門
马杉市藏之弟。
杉坂重五郎
马杉市蔵
阿江之父。被派去武田家执行任务，却选择留下侍奉武田信玄。

### 武田家登场人物
武田胜赖
武田信玄的第四个儿子，信玄死后继承了武田家，好战喜功，后被织田信长和德川家康的联军击败，切腹自杀。
小山田信茂
叛主投敌之人，出卖了逃亡中的胜赖。
仁科盛信
武田信玄的第五个儿子，通称五郎，守卫信浓国的高远城，城破自杀。

### 上杉家登场人物
上杉景胜
“军神”上杉谦信的养子，一度是真田家的劲敌。真田家投靠丰臣秀吉之后，两家和解。丰臣家“五大老”之一。
直江兼続
上杉景胜的重臣，以直江状惹恼家康，导致了关原之战。

### 北条家登场人物
北条氏政
北条氏直
能登守猪俣邦宪

### 徳川家

#### 徳川一族
徳川家康
徳川秀忠
家康的三子，德川幕府的第二任征夷大将军。
松平忠吉
家康的四子，井伊直政的女婿。
越前守松平忠直
家康次子结城秀康的长子。
阿茶局
家康側室。

#### 徳川家的家臣
本多忠胜
德川四天王之一，关原合战后替真田昌幸、幸村父子求情。
本多忠政
忠胜之子。
本多正信
德川家康的首席谋臣。
本多正純
正信之子。
井伊直政
德川四天王之一。
大久保忠隣
德川家重要家臣。
奥平贞治
德川家的家臣，关原合战中负责监视松尾山小早川部队的动向。
板倉胜重
京都所司代。
土井利胜
秀忠的近臣。
酒井忠世
向坂与兵卫
关原合战中担任家康的影武者，被真田家的草者杀死。

### 丰臣家

#### 丰臣一族
丰臣秀吉
丰臣秀赖
丰臣秀次
高台院（北政所）
丰臣秀吉的正室，芳名宁宁。
淀殿
丰臣秀吉的侧室，浅井长政和市殿之女，丰臣秀赖之母。
千姫
丰臣秀赖之妻，德川秀忠之女，家康的孙女。

#### 五奉行

##### 石田家
治部少辅石田三成
木工头石田正澄
石田三成之兄。
岛清兴
三成最倚仗的重臣，通称左近，关原合战中被击毙。

##### 其余奉行
長束正家
浅野長政
増田長盛
前田玄以

#### 中老
生駒親正、中村一氏、堀尾吉晴

#### 一般家臣
大野治长
通称修理。
大蔵局
饗庭局
刑部卿局
长门守木村重成
片桐且元
片桐貞隆
片桐且元之弟。

#### 大坂之阵的浪人将领
后藤基次
毛利胜永
长宗我部盛亲
堀内氏久

### 前田家
前田利家
最初是织田信长的部将，信长死后依附柴田胜家，贱岳合战时投靠羽柴秀吉（丰臣秀吉），后出任丰臣家的“五大老”之一。
松
前田利家之妻。
前田利長
前田利家的长子。

### 关原合战中的西军
刑部少辅大谷吉継
於利世之父。
湯浅五助
大谷吉継的家臣。
宇喜多秀家
西军主力之一，丰臣秀吉的养子，宇喜多直家之子，关原合战后被流放八丈岛。
小西行長
西军主力之一，出身豪商之家，关原合战结束后被捕斩首。
小早川秀秋
丰臣秀吉的养子，关原合战中投向家康的东军。
平冈赖胜
小早川秀秋的重臣。
毛利辉元
西军的总大将，镇守大坂。
毛利秀元
辉元的养子，替父出战，至南宫山布阵，但一直按兵不动。
吉川广家
辉元之叔，关原合战之前被东军的黒田长政说服，不肯动兵出战。
岛津义弘
九州的老将军。不赞同石田三成的安排，关原合战时按兵不动，后突袭德川军而去。

### 关原合战中的东军
主计头加藤清正
丰臣秀吉一手培育出来的将领，幼名虎之助。
福岛正则
浅野幸长
加藤嘉明
黒田長政
藤堂高虎
仙石秀久

### 其余人物
左近将监泷川一益
织田家的名将，武田家灭亡后受封上野国，和真田昌幸相互敬重。后不敌北条军的攻势，逃回旧领地伊势长岛，联合柴田胜家对抗羽柴秀吉。
泷川一积
泷川一益之孙，通称三九郎，真田昌幸的女婿，收养了幸村之女。
羽尾源六郎
柳生宗严
日本的剑术名家，曾出任德川家的兵法指导，晚年自号“石舟斋”。

## 相关作品
以下所举，皆是池波正太郎所创作的跟“真田氏”有关的故事。
- 《信浓大名記》：描述大坂冬之阵后，松代藩主真田信之的余生。
- 《碁盤の首》
- 《獅子
- 《錯乱》
- 《角兵衛狂乱図》
- 《真田騒動》
- 《やぶれ弥五兵衛》
- 《命の城》
- 《この父その子》
- 《まぼろしの城》
- 《奸臣》
- 《幻影の城》
- 《男の城》
- 《刺客》
- 《獅子の眠り》
- 《闇の中の声》
- 《戦国無頼　－真田ゲリラ隊》
- 《武士の紋章－滝川三九郎》
- 《首討とう大坂陣－真田幸村》
- 《三代の風雪　－真田信之》
- 《真田信之の妻　小松》
- 《猛婦》
- 《運の矢》
- 《槍の大蔵》
- 《恥》
- 《へそ五郎騒動》

## 外部連結
- 池波正太郎真田太平记馆（日本国长野县上田市）